# سوهاکالو
سوهاکالو (به مجاری:  Szuhakálló) یک شهرداری در مجارستان است که در ناحیه کازینتس‌بارتسیکا واقع شده‌است. سوهاکالو ۶٫۹۶ کیلومتر مربع مساحت و ۱٬۰۴۳ نفر جمعیت دارد.